# Hôrky
Hôrky – wieś (obec) na Słowacji położona w kraju żylińskim, w okręgu Żylina. Pierwsze wzmianki o miejscowości pochodzą z roku 1393.
Według danych z dnia 31 grudnia 2010, wieś zamieszkiwało 699 osób, w tym 355 kobiet i 344 mężczyzn.
W 2001 roku rozkład populacji względem narodowości i przynależności etnicznej wyglądał następująco:
- Słowacy – 98,83%
- Czesi – 1,0%